# باخنبولاخ
باخنبولاخ (بالألمانية: Bachenbülach) هي إحدى بلديات مقاطعة بولاخ في كانتون زيورخ في سويسرا. تبلغ مساحتها 4.25 كيلومتر مربع، ويقدر عدد سكانها بـ 4114 نسمة (حسب تعداد ديسمبر 2017).